# Árpád-házi Ilona
Árpád-házi Ilona  (egyes források szerint Gizella vagy Mária) Géza fejedelem egyik leánya, ki később Orseolo Ottó velencei dózse neje lett. Péter magyar király édesanyja. Követte férjét Bizáncba, miután azt leváltották. Gyermekeik Péter és Frozza Orseolo voltak.

## Fordítás
- Ez a szócikk részben vagy egészben  a   Grimelda of Hungary című angol Wikipédia-szócikk ezen változatának fordításán alapul.  Az eredeti cikk szerkesztőit annak laptörténete sorolja fel. Ez a jelzés csupán a megfogalmazás eredetét és a szerzői jogokat jelzi, nem szolgál a cikkben szereplő információk forrásmegjelöléseként.